# Corydalis temolana
Corydalis temolana är en vallmoväxtart som beskrevs av Cheng Yih Wu och H. Chuang. Corydalis temolana ingår i släktet nunneörter, och familjen vallmoväxter. Inga underarter finns listade i Catalogue of Life.